# Zhongli Quan

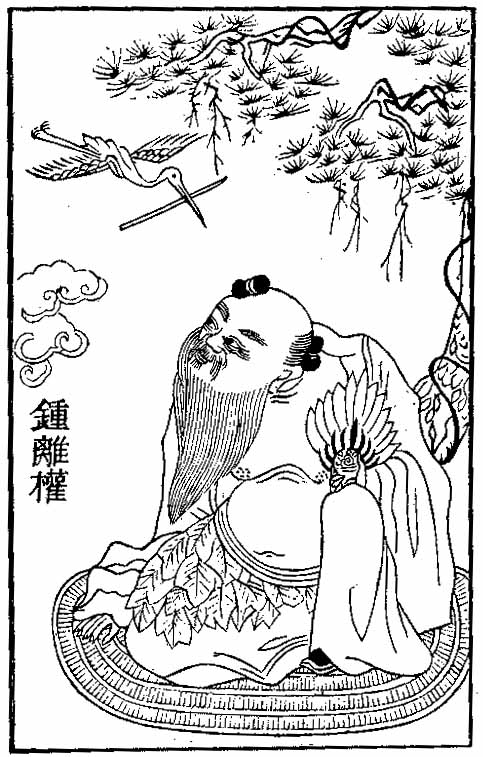
Zhongli Quan.

Zhongli Quan (chino simplificado: 锺离权, chino tradicional: 锺離權, pinyin: Zhōnglí Quán, Wade-Giles: Chung-li Ch'üan) es una deidad taoísta de la mitología china, militar en su vida terrenal y el segundo más anciano de los ocho inmortales y líder del grupo tras Li Tieguai, aunque algunos consideran a Lü Dongbin como el jefe no oficial. También es conocido como Zhongli de Han (汉锺离, 漢锺離, Hàn Zhōnglí) por haber nacido en tiempos de la dinastía Han.
Los taoístas le llaman el primer maestro del Yang verdadero (正阳祖师, 正陽祖師, Zhèn Yáng Zú Shī) y en los relatos que describen su encuentro con Lü Dongbin antes de alcanzar la inmortalidad se le llama maestro Yunfang (云房先生, 雲房先生, Yún Fáng Xiānshēng). Posee un abanico de plumas con el cual puede revivir a los muertos y transformar las piedras en oro y plata y con el que salvó a China de una hambruna que la azotaba. Representa a los militares y a la abundancia.

## Nacimiento e infancia
Zhongli Quan era oriundo de Yantai (燕台, Yàntái) e hijo de un príncipe de segundo rango. Según la leyenda, cuando nació la habitación se llenó de brillantes rayos de luz.

## Zhongli Quan alcanza la inmortalidad
Fue enviado por el emperador a luchar contra los tibetanos pero, tras ser derrotado, se convirtió en fugitivo y vagó por un país salvaje y montañoso. En medio de un denso bosque se encontró con un sacerdote extranjero que llevaba el pelo desordenado y vestía ropa hecha con piel de oso y que le guio hasta que vieron un pueblo. El sacerdote le dijo que allí vivía el maestro Donghua, que había alcanzado la unión con el Tao, y que allí podía alojarse. Dicho esto, le hizo una reverencia y se marchó. Zhongli Quan no se atrevió a llamar a la puerta pero al rato apareció un anciano vestido con pieles de ciervo blanco y llevando un bastón de ciruelo. El hombre le preguntó si no era él el general Zhongli Quan y por qué no había encontrado alojamiento con el sacerdote. Zhongli Quan comprendió que el anciano no era un hombre corriente y que, después de haber escapado del peligro, debía centrarse ahora en los misterios de la inmortalidad.
Estudió como conseguirla con el anciano, quien además le dijo el secreto para extraer la panacea. Cuando dejó el pueblo, se dio la vuelta para echarle un último vistazo pero vio que había desaparecido. A partir de entonces vagabundeó sin rumbo fijo hasta que llegó al estado de Lu (en la actual Shandong), cuna de Confucio, donde permaneció durante un tiempo en la ciudad de Zou. Posteriormente se retiró a las montañas y descubrió la panacea mientras meditaba. Sin embargo, poco después, Zhongli cayó enfermo y fue a las montañas de Hengzhou para morir. Cuando sus discípulos abrieron la tumba, la encontraron vacía.

## Iconografía
Se le representa como un hombre corpulento, con el pecho y la tripa desnudos y llevando barba. Sus emblemas son su crisol, que representa la alquimia, y un melocotón, símbolo de la longevidad. El abanico es a veces de plumas y a veces cuadrangular con un espantamoscas en el extremo. Ocasionalmente también puede llevar una espada de doble filo, el emblema de su alumno Lü Dongbin.